# روي ويليام بليك
روي ويليام بليك هو دبلوماسي كندي، ولد في 7 مارس 1906، وتوفي في 11 يوليو 1994.